# Olympische Sommerspiele 1960/Teilnehmer (Guyana)
| Gelbes Symbol für Goldmedaillen mit stilisierten Olympischen Ringen | Graues Symbol für Silbermedaillen mit stilisierten Olympischen Ringen | Braundes Symbol für Bronzemedaillen mit stilisierten Olympischen Ringen |
| ------------------------------------------------------------------- | --------------------------------------------------------------------- | ----------------------------------------------------------------------- |
| —                                                                   | —                                                                     | —                                                                       |

Britisch-Guyana nahm an den Olympischen Sommerspielen 1960 in der italienischen Hauptstadt Rom mit einer Delegation von fünf Sportlern, vier Männer und eine Frau, an sechs Wettbewerben in zwei Sportarten teil.
Jüngster Athlet war die Hochspringerin Brenda Archer (17 Jahre und 356 Tage), ältester Athlet war der Boxer Carl Crawford (24 Jahre und 356 Tage). Es war die vierte Teilnahme an Olympischen Sommerspielen für das Land.

## Teilnehmer nach Sportarten

### Boxen
Herren
- Carl Crawford
  - Halbschwergewicht

Rang 17
Runde eins: ausgeschieden gegen Zbigniew Pietrzykowski aus Polen nach Punkten (279:300 - 56:60, 56:60, 55:60, 56:60, 56:60)

### Leichtathletik
Damen
- Brenda Archer
  - Hochsprung

Qualifikationsrunde: 1,55 Meter, Rang 20, nicht für das Finale qualifiziert
1,50 Meter, gültig, ohne Fehlversuch
1,55 Meter, gültig, ein Fehlversuch
1,60 Meter, ungültig, drei Fehlversuche

Herren
- George De Peana
  - 5000-Meter-Lauf

Runde eins: ausgeschieden in Lauf vier (Rang 13), 15:54,2 Minuten (handgestoppt)

- Clayton Glasgow
  - 200-Meter-Lauf

Runde eins: ausgeschieden in Lauf drei (Rang drei), 22,6 Sekunden (handgestoppt), 22,75 Sekunden (automatisch gestoppt)
  - 400-Meter-Lauf

Runde eins: ausgeschieden in Lauf fünf (Rang fünf), 50,7 Sekunden (handgestoppt), 50,84 Sekunden (automatisch gestoppt)

- Ralph Gomes
  - 800-Meter-Lauf

Runde eins: in Lauf neun (Rang zwei) für das Viertelfinale qualifiziert, 1:52,9 Minuten (handgestoppt), 1:53,06 Minuten (automatisch gestoppt)
Viertelfinale: ausgeschieden in Lauf zwei (Rang fünf), 1:52,3 Minuten (handgestoppt), 1:52,47 Minuten (automatisch gestoppt)